# Jean-Pierre Guézec
 (janvier 2024).
Jean-Pierre Guézec est un compositeur français, né à Dijon le 29 août 1934 et mort le 9 mars 1971 à Paris 15e.

## Biographie
Il fait ses études musicales au Conservatoire de Paris avec Darius Milhaud, Jean Rivier et Olivier Messiaen. Il a également travaillé avec Iannis Xenakis. Son langage très personnel est influencé par les techniques de la peinture moderne, en particulier celles de Mondrian et Vasarely. Ses recherches l'ont conduit à composer des œuvres dans lesquelles dominent les contrastes de matériaux sonores et un sens des couleurs très original, comme en témoigne le titre de ses œuvres. De 1969 à 1971, il est titulaire d'une classe d'analyse au conservatoire de Paris, jusqu'à son décès survenu prématurément à l'âge de trente-six ans.

### Récompenses
- Prix de Composition du Berkshire Music Center au Festival de Tanglewood en 1963
- Grand Prix de la promotion symphonique de la SACEM en 1968

### Principales compositions
- Concert pour violon principal et 14 instruments (1960)
- Concert en 3 parties, pour percussions et 10 musiciens (1961)
- Trois poèmes de Henri Michaux, pour voix et piano (1961)
- La Loreley, sur un thème de Guillaume Apollinaire pour soprano, baryton, récitant et orchestre (1961)
- Suite pour Mondrian, 7 parties à jouer dans un ordre indéfini, pour 73 musiciens (1963)
- Architectures colorées, pour ensemble de 15 musiciens (1964)
- Cinq pièces pour orchestre et ensemble vocal, pour 3 soprani, 3 alti, 3 ténors, 3 basses et orchestre (1964)
- Ensemble multicolore, pour ensemble de 18 musiciens (1965)
- Formes, pour 92 musiciens (1966)
- Saül, illustration musicale radiophonique sur des paroles d'André Gide, pour octuor (1966)
- Textures enchaînées, pour ensemble instrumental (1967)
- Assemblages, pour 28 musiciens (1967)
- Trio pour violon, alto et violoncelle (1968)
- Successif-simultané,  pour 12 cordes (1968)
- Forme-Couleurs, pour 2 harpes principales et 9 musiciens  (1969)
- Reliefs polychromés, pour 12 parties vocales réelles (1969)
- Onze pour cinq,  pour 5 percussionnistes (1970)

## Sources
- Dictionnaire de la musique française, Larousse, Marc Vignal